# Lentisphaerota
Phylum
Synonymes
- Lentisphaerota Whitman et al. 2018
- Lentisphaeraeota Oren et al. 2015
- Lentisphaerae Cho et al. 2004

Les Lentisphaerota sont un phylum du règne des Pseudomonadati au sein du domaine Bacteria. Son nom provient de Lentisphaera qui est le genre type de ce phylum.

## Taxonomie

### Étymologie
L'étymologie de Lentisphaerota est la suivante : Len.ti.sphae.ro’ta N.L. fem. n. Lentisphaera, genre type du phylum; N.L. neut. pl. n. suff. -ota, suffixe utilisé pour définir un phylum; N.L. neut. pl. n. Lentisphaerota, le phylum des Lentisphaera,.

### Nomenclature
Ce phylum est proposé dès 2004 par JC. Cho et al. sous le nom de « Lentisphaerae » pour recevoir l'espèce Lentisphaera araneosa isolée d'eau de mer. Ce n'est qu'en 2021 qu'il est publié de manière valide par Oren et Garrity après un renommage conforme au code de nomenclature bactérienne (le nom du phylum devant être dérivé de celui de son genre type, en l'occurrence Lentisphaeara, par adjonction du suffixe -ota conformément à une décision de l'ICSP en 2021).

### Synonymie
Lentisphaerota a pour synonymes :
- Lentisphaerae Cho et al. 2004
- Lentisphaeraeota Oren et al. 2015
- Lentisphaerota Whitman et al. 2018

## Liste des classes
Selon la LPSN (4 avril 2025) ce phylum ne contient que deux classes publiées de manière valide :
- Lentisphaeria Cho et al. 2012
- Oligosphaeria Qiu et al. 2013